# Iglesia de San Gottardo (Mariano del Friuli)
La iglesia de San Gottardo es la iglesia parroquial de Mariano del Friuli, en la provincia y archidiócesis de Gorizia; forma parte del decanato de Cormons.

## Historia
La iglesia parroquial original fue la antigua iglesia de la Santísima Trinidad, situada en las afueras de la localidad; posteriormente el título fue transferido a la iglesia ubicada en la centa, en el centro de la localidad. Esta iglesia fue destruida a finales del siglo XV por los turcos durante una de sus incursiones. El edificio, dedicado a los santos Vitale y Ágata, fue reconstruido a principios del siglo XVI y consagrado el 13 de junio de 1518. El campanario fue construido entre 1744 y 1748.
La actual iglesia parroquial, dedicada a San Gottardo, situada frente a la anterior y diseñada por el milanés Paolo Baroffi, fue iniciada el 18 de julio de 1756. Aunque incompleta (las obras finalizaron en 1762), la iglesia se abrió al culto el 31 de diciembre de 1759. En 1766 se reposó el suelo y, el 30 de septiembre de 1822, se consagró finalmente la iglesia parroquial. En 1914 se restauró el campanario, en 1915 se derribó su cerca exterior, y en 1981 se renovó la iglesia.

## Interior
Las obras valiosas que se conservan en el interior de la iglesia son el altar mayor, construido en 1804 y flanqueado por estatuas del siglo XVIII de los santos Gotardo y Bárbara, el altar lateral izquierdo, que presenta un retablo pintado en 1825 por Giuseppe Tominz de Gorizia, y el altar lateral de a la derecha, adornada con una estatua de la Virgen y el Niño, esculpida en el siglo XX.

## Entradas relacionadas
- Mariano del Friuli
- Arquidiócesis de Gorizia
- Región eclesiástica del Triveneto
- Parroquias de la archidiócesis de Gorizia